# Дзисё
Дзисё или Тисё (яп. 治承 дзисё:, тисё:) — девиз правления (нэнго) японских императоров Такакура и Антоку, использовавшийся с 1177 по 1181 год.
В эту эры началась война Тайра и Минамото (1180—1185). В сложившейся ситуации двоевластия, в стране соседствовало сразу две системы летосчисления. Род Минамото не признавал нэнго Ёва и Дзюэй и по-прежнему отсчитывал годы Дзисё (1177—1184, согласно календарю Минамото).

## Продолжительность
Начало и конец эры:
- 4-й день 8-й луны 3-го года Ангэн (по юлианскому календарю — 29 августа 1177);
- 14-й день 7-й луны 5-го года Дзисё (по юлианскому календарю — 25 августа 1181).

## Происхождение
Название нэнго было заимствовано из классического древнекитайского сочинения «Хэ Ту Тин Цзо Фу» (кит. трад. 河圖挺作輔, пиньинь Hé tú tǐng zuò fǔ):「治欽文徳、治承天精」.

## События
даты по юлианскому календарю
- 27 мая 1177 года (28-й день 4-й луны 1-го года Дзисё) — из-за сильного ветра в столице разгорелся большой пожар, императорский дворец сгорел дотла[6]; трагедия войдёт в историю под именем пожар годов Дзисё (яп. 治承の大火 дзисё: но тайка);
- 1177 год (1-й год Дзисё) — Смута Сисигатани;
- 22 декабря 1178 года (12-й день 11-й луны 2-го года Дзисё) — Токуко, супруга императора Такакура, родила младенца, будущего императора Антоку[7];
- 18 марта 1180 года (21-й день 2-й луны 4-го года Дзисё) — император Такакура отрекается от престола; трон перешёл к его малолетнему сыну, внуку Тайра-но Киёмори[8];
- 18 мая 1180 года (22-й день 4-й луны 4-го года Дзисё) — на престол взошёл новый император Антоку;
- 26 июня 1180 года (2-й день 6-й луны 4-го года Дзисё) — дайдзё тэнно Го-Сиракава и Такакура, а также император Антоку выехали из столицы Хэйан-кё в Фукухару, что сегодня находится близ современного Кобе префектуры Хёго[7];
- 4 декабря 1180 года (26-й день 11-й луны 4-го года Дзисё) — столица перемещается обратно из Фукухары в Хэйан-кё[7];
- 1180 год (4-й год Дзисё) — начало войны Тайра и Минамото[9];
- 1180 год (4-й год Дзисё) — по столице Хэйан-кё прокатился разрушительный вихрь[10];
- 30 января 1181 года (14-й день 1-й луны 5-го года Дзисё) — ушёл из жизни бывший император Такакура[7];
- 29 мая 1181 года (25-й день 4-й луны 5-го года Дзисё) — битва Суномата-гава (яп. 墨俣川の戦い) войны Тайра и Минамото, главнокомандующие — Тайра-но Томомори и Минамото-но Юкииэ; битва окончилась победой рода Тайра;

## В художественной литературе
Целый ряд событий эры подробно описан в повести Камо-но Тёмэя «Записки из кельи» (русский перевод Н. И. Конрада). В частности, описан пожар 1177 года:
В неспокойную ночь, когда неистово дул ветер, около восьми часов вечера в юго-восточной части города5 начался пожар и распространился до северо-западной стороны. [...] В тот раз домов высших сановников сгорело шестьдесят, а сколько других — и число неизвестно! Говорят, всего во всей столице число сгоревших построек достигало одной её трети. Мужчин и женщин погибло несколько тысяч, а коней и волов-им и конца не знали!
Ураган 1180 года:
Пыль носилась, как дым, так что и глаз ничего не мог разобрать. При звуках же страшного грохота нельзя было расслышать и человеческих голосов, говоривших что-либо.
Перенос столицы 1180 года:
...внезапно приключилось перенесение столицы. Случилось это совершенно неожиданно для всех. Вещь не такая, чтобы так просто, без особых причин можно было бы менять, отчего картина всеобщего недовольства и горя превосходила даже то, что было бы естественным. [...] В конце концов жалобы народа не оказались тщетными: в тот же год зимою государь соизволил вновь вернуться в прежнюю столицу.

## Сравнительная таблица
Ниже представлена таблица соответствия японского традиционного и европейского летосчисления. В скобках к номеру года японской эры указано название соответствующего года из 60-летнего цикла китайской системы гань-чжи. Японские месяцы традиционно названы лунами.
| 1-й год Дзисё (Огненный Петух)      | 1-я луна*       | 2-я луна   | 3-я луна*             | 4-я луна  | 5-я луна* | 6-я луна* | 7-я луна               | 8-я луна*  | 9-я луна    | 10-я луна* | 11-я луна               | 12-я луна     |                |
| ----------------------------------- | --------------- | ---------- | --------------------- | --------- | --------- | --------- | ---------------------- | ---------- | ----------- | ---------- | ----------------------- | ------------- | -------------- |
| Юлианский календарь                 | 1 февраля 1177  | 2 марта    | 1 апреля              | 30 апреля | 30 мая    | 28 июня   | 27 июля                | 26 августа | 24 сентября | 24 октября | 22 ноября               | 22 декабря    |                |
| 2-й год Дзисё (Земляная Собака)     | 1-я луна        | 2-я луна*  | 3-я луна              | 4-я луна* | 5-я луна  | 6-я луна* | 6-я луна* (високосная) | 7-я луна   | 8-я луна*   | 9-я луна   | 10-я луна*              | 11-я луна     | 12-я луна      |
| Юлианский календарь                 | 21 января 1178  | 20 февраля | 21 марта              | 20 апреля | 19 мая    | 18 июня   | 17 июля                | 15 августа | 14 сентября | 13 октября | 12 ноября               | 11 декабря    | 10 января 1179 |
| 3-й год Дзисё (Земляная Свинья)     | 1-я луна*       | 2-я луна   | 3-я луна              | 4-я луна* | 5-я луна  | 6-я луна* | 7-я луна*              | 8-я луна   | 9-я луна*   | 10-я луна  | 11-я луна*              | 12-я луна     |                |
| Юлианский календарь                 | 9 февраля 1179  | 10 марта   | 9 апреля              | 9 мая     | 7 июня    | 7 июля    | 5 августа              | 3 сентября | 3 октября   | 1 ноября   | 1 декабря               | 30 декабря    |                |
| 4-й год Дзисё (Металлическая Крыса) | 1-я луна*       | 2-я луна   | 3-я луна              | 4-я луна* | 5-я луна  | 6-я луна* | 7-я луна               | 8-я луна*  | 9-я луна    | 10-я луна* | 11-я луна               | 12-я луна*    |                |
| Юлианский календарь                 | 29 января 1180  | 27 февраля | 28 марта              | 27 апреля | 26 мая    | 25 июня   | 24 июля                | 23 августа | 21 сентября | 21 октября | 19 ноября               | 19 декабря    |                |
| 5-й год Дзисё (Металлический Бык)   | 1-я луна        | 2-я луна*  | 2-я луна (високосная) | 3-я луна* | 4-я луна  | 5-я луна  | 6-я луна*              | 7-я луна   | 8-я луна*   | 9-я луна   | 10-я луна*              | 11-я луна     | 12-я луна*     |
| 1-й год Ёва                         | 1-я луна        | 2-я луна*  | 2-я луна (високосная) | 3-я луна* | 4-я луна  | 5-я луна  | 6-я луна*              | 7-я луна   | 8-я луна*   | 9-я луна   | 10-я луна*              | 11-я луна     | 12-я луна*     |
| Юлианский календарь                 | 17 января 1181  | 16 февраля | 17 марта              | 16 апреля | 15 мая    | 14 июня   | 14 июля                | 12 августа | 11 сентября | 10 октября | 9 ноября                | 8 декабря     | 7 января 1182  |
| 6-й год Дзисё (Водяной Тигр)        | 1-я луна        | 2-я луна*  | 3-я луна              | 4-я луна* | 5-я луна  | 6-я луна* | 7-я луна               | 8-я луна   | 9-я луна*   | 10-я луна  | 11-я луна*              | 12-я луна     |                |
| 2-й год Ёва                         | 1-я луна        | 2-я луна*  | 3-я луна              | 4-я луна* | 5-я луна  | 6-я луна* | 7-я луна               | 8-я луна   | 9-я луна*   | 10-я луна  | 11-я луна*              | 12-я луна     |                |
| Юлианский календарь                 | 5 февраля 1182  | 7 марта    | 5 апреля              | 5 мая     | 3 июня    | 3 июля    | 1 августа              | 31 августа | 30 сентября | 29 октября | 28 ноября               | 27 декабря    |                |
| 7-й год Дзисё (Водяной Кролик)      | 1-я луна*       | 2-я луна   | 3-я луна*             | 4-я луна* | 5-я луна  | 6-я луна* | 7-я луна               | 8-я луна   | 9-я луна*   | 10-я луна  | 10-я луна* (високосная) | 11-я луна     | 12-я луна      |
| 2-й год Дзюэй                       | 1-я луна*       | 2-я луна   | 3-я луна*             | 4-я луна* | 5-я луна  | 6-я луна* | 7-я луна               | 8-я луна   | 9-я луна*   | 10-я луна  | 10-я луна* (високосная) | 11-я луна     | 12-я луна      |
| Юлианский календарь                 | 26 января 1183  | 24 февраля | 26 марта              | 24 апреля | 23 мая    | 22 июня   | 21 июля                | 20 августа | 19 сентября | 18 октября | 17 ноября               | 16 декабря    | 15 января 1184 |
| 8-й год Дзисё (Деревянный Дракон)   | 1-я луна*       | 2-я луна   | 3-я луна*             | 4-я луна* | 5-я луна  | 6-я луна* | 7-я луна               | 8-я луна   | 9-я луна*   | 10-я луна  | 11-я луна               | 12-я луна*    |                |
| 3-й год Дзюэй                       | 1-я луна*       | 2-я луна   | 3-я луна*             | 4-я луна* | 5-я луна  | 6-я луна* | 7-я луна               | 8-я луна   | 9-я луна*   | 10-я луна  | 11-я луна               | 12-я луна*    |                |
| Юлианский календарь                 | 14 февраля 1184 | 14 марта   | 13 апреля             | 12 мая    | 10 июня   | 10 июля   | 8 августа              | 7 сентября | 7 октября   | 5 ноября   | 5 декабря               | 4 января 1185 |                |

* звёздочкой отмечены короткие месяцы (луны) продолжительностью 29 дней. Остальные месяцы длятся 30 дней.